# Народное собрание Республики Дагестан
Наро́дное Собра́ние Респу́блики Дагеста́н — законодательный (представительный) однопалатный орган государственной власти Республики Дагестан, является постоянно действующим высшим и единственным органом законодательной власти республики.
Народное Собрание Республики Дагестан состоит из 90 депутатов, которые избираются гражданами Российской Федерации на основе всеобщего равного и прямого избирательного права при тайном голосовании сроком на пять лет.
Действующий седьмой состав был избран в единый день голосования 19 сентября 2021 года.

## Председатели
| Созыв | Председатель                          | Период руководства                    |
| ----- | ------------------------------------- | ------------------------------------- |
| 1     | Муху Гимбатович Алиев                 | 18 апреля 1995 — 7 марта 1999         |
| 2     | Муху Гимбатович Алиев                 | 30 марта 1999 — 16 марта 2003         |
| 3     | Муху Гимбатович Алиев                 | 3 апреля 2003 — 20 февраля 2006       |
| 3     | Магомедсалам Магомедалиевич Магомедов | 20 февраля 2006 — 11 марта 2007       |
| 4     | Магомед Валибагандович Сулейманов     | 4 апреля 2007 — 24 марта 2010         |
| 4     | Магомед-Султан Байболатович Магомедов | 24 марта 2010 — 13 марта 2011         |
| 5     | Магомед-Султан Байболатович Магомедов | 31 марта 2011 — 7 февраля 2013        |
| 5     | Хизри Исаевич Шихсаидов               | 7 февраля 2013 — 29 сентября 2016     |
| 6     | Хизри Исаевич Шихсаидов               | 29 сентября 2016 — 29 сентября 2021   |
| 7     | Заур Асевович Аскендеров              | 30 сентября 2021 — по настоящее время |

## Фракции

### 6 созыв (2016—2021)
| Фракция             | Руководитель        | Кол-во депутатов |
| ------------------- | ------------------- | ---------------- |
| Единая Россия       | Сайгидахмед Ахмедов | 72               |
| Справедливая Россия | Камил Давдиев       | 10               |
| КПРФ                | Махмуд Махмудов     | 8                |

### 7 созыв (2021—2026)
| Фракция             | Руководитель       | Кол-во депутатов |
| ------------------- | ------------------ | ---------------- |
| Единая Россия       | Заур Аскендеров    | 69               |
| Справедливая Россия | Камил Давдиев      | 11               |
| КПРФ                | Самир Абдулхаликов | 10               |

## Комитеты
- Комитет по аграрным вопросам, природопользованию, экологии и охране окружающей среды
- Комитет по бюджету, финансам и налогам
- Комитет по законодательству, законности, государственному строительству, местному самоуправлению и регламенту
- Комитет по здравоохранению и социальной политике
- Комитет по национальной политике, вопросам общественных и религиозных объединений и межпарламентским связям
- Комитет по образованию и науке
- Комитет по культуре, делам молодежи, спорту и туризму
- Комитет по промышленности, жилищно-коммунальному хозяйству, транспорту и дорожному хозяйству
- Комитет по экономической политике, инвестициям и предпринимательству

## Представители в Совете Федерации
- Керимов Сулейман Абусаидович — полномочия подтверждены с 20 февраля 2008 года.